# اورشاتس (ورشاتس)
اورشاتس (به صربی: Orešac) یک منطقهٔ مسکونی در صربستان است که در Vršac municipality واقع شده‌است. اورشاتس ۳۵۶ نفر جمعیت دارد و ۷۳ متر بالاتر از سطح دریا واقع شده‌است.